# Sobrance
Sobrance (em alemão: Sobranz; húngaro: Szobránc) é uma cidade da Eslováquia, situada no distrito de Sobrance, na região de Košice. Tem 10,68 km² de área e sua população em 2018 foi estimada em 6.337 habitantes.

## Demografia
| Ano:        | 1994 | 2004   | 2014   | 2024   |
| ----------- | ---- | ------ | ------ | ------ |
| Broj ljudi: | 6188 | 6296   | 5981   | 5789   |
| Razlika:    |      | +1,74% | -5,00% | -3,21% |

| Ano:               | 2023 | 2024   |
| ------------------ | ---- | ------ |
| Número de pessoas: | 5827 | 5789   |
| Diferença:         |      | -0,65% |